# Musiktortyr
Musiktortyr innebär att man spelar musik för fångar mot deras vilja.
FN och Europadomstolen har förbjudit hög musik vid förhör[källa behövs], men används ändå på många håll i världen. Begreppet tortyr används ibland för att beskriva företeelsen. Amerikanska förhörsexperter menar att det väcker obehag, men har också sagt att det inte ger "långsiktiga skador".

## Användning
- BBC News meddelade att musik av bandet Metallica, och från barnprogram i TV som Barney och Sesame Street, används för att förhindra sömn och kulturellt förnedra fångar.[1][2][3]

- Musiktortyr påstås ha använts av USA:s 361st Psychological Operations Company av[1] sergeant Mark Hadsell:

| ” | "Dessa människor hade inte hört någon hårdrock. De kan inte ta till sig det. Om du spelar det i 24 timmar, börjar din hjärna och dina kroppsfunktioner glida, din tankegång saktar ner och din vilja bryts ner. Det är då vi kommer in och talar med dem." | „ |

I januari rapporterade Kulturnyheterna att den ryska regimkritikern Alexei Navalny i sin fångenskap varje morgon väcks med låten "Я русский" ("I'm Russian") av sångaren Shaman från juli 2022.

## Förekomst i Sverige
I juni 2015 spelade vakter vid arresten i Västerås dansbandsmusik på hög volym mot fångarnas vilja för att hindra att fångarna skulle kommunicera med varandra. Åklagaren konstaterade att vakterna av och till under ett par dygn hade brutit mot lagen om hur häktade ska behandlas, men åtalet lades ned eftersom tjänstefelet bedömdes vara ringa och därmed inte var straffbart.

### Fotnoter
1. 1 2 3 4  
BBC article ”Sesame Street breaks Iraqi POWs”. BBC. 23 maj 2003. http://news.bbc.co.uk/1/hi/world/middle_east/3042907.stm BBC article. Läst 27 november 2007.
2. ↑  
A.L. Bardach, Jac Chebatoris (19 maj 2003). ”Periscope”. Newsweek. http://www.newsweek.com/id/59300/output/print. Läst 27 november 2007.
3. ↑  
”The Love's not mutual”. Newsweek. 26 maj 2003. http://www.newsweek.com/id/59409. Läst 27 november 2007.
4. ↑  Kulturnyheterna kl 18:17 (vid 7m7s), den 23 januari 2024.
5. ↑  "Inget åtal för hög dansbandsmusik på arresten i Västerås", Sveriges radio, 18 september 2015. Åtkomst 18 september 2015.